# Fly so far
Fly so far. La nostra llibertat és un documental dirigit per Celina Escher el 2021. Aquesta pel·lícula descriu la injustícia que viuen les dones a El Salvador. Si pateixen un avortament involuntari o donen a llum un nen mort, són condemnats per homicidi agreujat. El 14 de març de 2023 es va emetre la versió original al programa Sense ficció de TV3.

## Sinopsi
Després de complir deu anys entre reixes per un avortament involuntari, Teodora Vásquez es converteix en portaveu del Grup dels 17, un grup de dones condemnades a fortes penes de presó. Són sospitoses d'haver practicat un avortament que es penalitza al Salvador.

## Context
L'any 1997, una reforma del Codi Penal va prohibir l'avortament fins i tot en cas de perill per a la mare. L'any 1999 es va modificar l'article 1 de la Constitució de Salvador i va estipular que l'estat «reconeix com a persona humana a tot ésser humà des del moment de la concepció». Una dona que avorta o dona a llum un fill mort és condemnada per homicidi greu o infanticida. L'any 2018, 27 dones al Salvador estaven complint condemnes que anaven des dels sis als trenta-cinc anys per homicidi agreujat. Amb data del 2017, el Salvador, Nicaragua, Hondures, Haití, Surinam, Andorra i Malta són els països que mantenen la prohibició total de l'avortament.

## Intenció del director
Durant tres anys, Celina Escher entra a la presó de dones d'Ilopango, a l'est de San Salvador, on acompanya a les internes amb classes de dansa que ofereix una ONG.

## Premis i reconeixements
- Millor pel·lícula de l'Amèrica Central, Festival Internacional de Cinema de Costa Rica, 2021
- Menció honorífica, Nordisk Panorama, Malmö, 2021[6]
- Millor documental, Festival Internacional de Cinema de Seattle, 2021